# Isabel de Habsburgo (1526–1545)
Isabel de Habsburgo (em alemão:  Elisabeth von Habsburg, em polonês/polaco:  Elżbieta Habsburżanka, Linz, 9 de julho de 1526 - Vilnius, 15 de junho de 1545) foi arquiduquesa da Áustria e rainha da Polônia. Era a filha primogênita do então arquiduque Fernando I da Áustria e de Ana da Boêmia e Hungria. Naquele ano, com a morte de seu tio Luís II da Hungria na Batalha de Mohács, seu pai o sucedeu como rei da Boêmia e da Hungria.
Pouco depois de seu nascimento, ela foi prometida em casamento ao príncipe herdeiro Sigismundo Augusto da Polônia e, em 6 de maio de 1543, aos dezesseis anos, casou com ele. Contudo, Sigismundo desenvolveu um repúdio por ela, provavelmente, por causa de seus ataques epilépticos, e a rainha Bona Sforza, sua sogra, lhe estorvava constantemente. O casamento também falhou em melhorar as relações entre os Jagelões e os Habsburgos, e Isabel teve que suportar incontáveis insultos e humilhações. Foi esta também, provavelmente, a causa de sua morte prematura, um mês antes de completar dezenove anos de idade.

## Planos de Casamentos

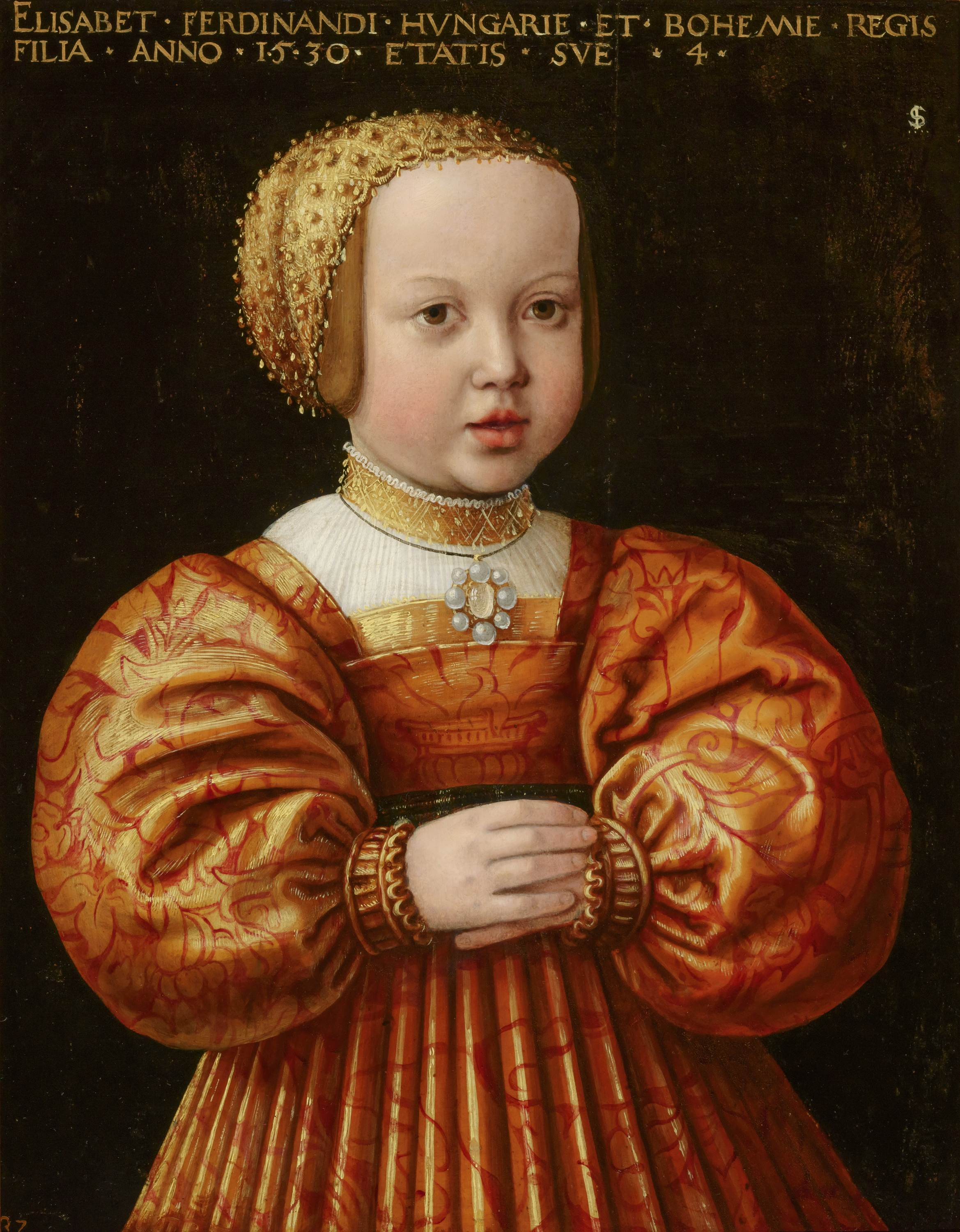
Isabel aos quatro anos de idade por Jakob Seisenegger

Isabel passou a maior parte de sua infância em Hofburg, Insbruque. Ela foi criada com rigorosa disciplina e recebeu uma boa educação do humanista Caspar Ursinus Velius, mas não aprendeu a língua polonesa, apesar de seu casamento arranjado com Sigismundo II Augusto. O plano do casamento foi discutido pela primeira vez quando Isabel tinha apenas um ano de idade. Luís II da Hungria, morreu em agosto de 1526 sem deixar herdeiro legítimo. O trono húngaro foi contestado entre o cunhado de Luís, Fernando I e João Zápolya. O tio de Luís, Sigismundo I, o Velho e a nobreza húngara apoiou Zápolya. O casamento de Isabel com o filho de Sigismundo foi proposto como um meio de interromper o apoio polonês a Zápolya. A rainha polonesa Bona Sforza se opôs ao casamento, pois se opunha à crescente influência dos Habsburgos.
Sigismundo Augusto e Isabel eram primos de primeiro grau uma vez removidos. (Casimiro IV Jagelão era bisavô de Isabel e avô de Sigismundo). Essa estreita relação exigia uma dispensa matrimonial, emitida pelo Papa Clemente VII em 24 de agosto de 1531. O tratado final de casamento, atrasado principalmente devido à oposição de Bona Sforza, foi assinado apenas em 16 de junho de 1538 em Breslávia (atualmente Wrocław) de Johannes Dantiscus. O tratado não difere do tratado preliminar de 1530, exceto a idade da noiva, que agora era de 16 anos. A cerimônia de noivado ocorreu em 17 de julho de 1538 em Insbruque. Bona continuou pressionando contra o casamento e, em vez disso, propôs a princesa Margarida de Valois.

## Rainha da Polônia
Isabel e uma escolta de doze pessoas partiram de Viena em 21 de abril de 1543. Ela foi recebida em Olomouc por Samuel Maciejowski, bispo de Płock e um séquito de 1.500 cavaleiros. Em 5 de maio de 1543, Isabel entrou em Cracóvia e conheceu Sigismundo Augusto pela primeira vez. No mesmo dia, Isabel, de 16 anos, casou-se com Sigismundo Augusto, de 22 anos, na Catedral de Wawel. A festa de casamento continuou por duas semanas. Ela também foi coroada como rainha da Polônia, o que apenas aumentou a ira de Bona Sforza, que detestava seu título de "velha rainha".

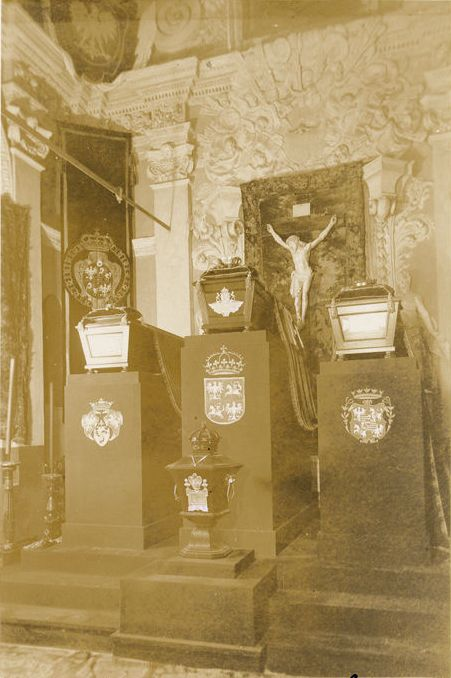
Sarcófago de Isabel (à direita) em exibição na Catedral de Vilnius na década de 1930

O casamento não foi feliz. Sigismundo Augusto, que já tinha várias amantes, não achou Isabel atraente e continuou a ter casos extraconjugais. Criada em uma família rigorosa para ser obediente, Isabel era muito tímida e mansa. Uma longa viagem da Áustria para a Polônia deteriorou ainda mais sua saúde frágil. Ela foi diagnosticada com epilepsia e começou a ter convulsões. Ao mesmo tempo, Bona expressou abertamente sua aversão a Isabel e continuou a procurar maneiras de destruir o casamento. Bona questionou a redação da dispensa matrimonial; uma nova dispensação foi emitida em 17 de maio de 1544. Por outro lado, a nobreza polonesa gostava e simpatizava com Isabel - uma mulher jovem e agradável, ignorada pelo marido e provocada por sua sogra ambiciosa. Seu sogro, Sigismundo I, o Velho, também era solidário com ela, mas era fraco demais para protegê-la de Bona.
Dois meses após o casamento, uma praga atingiu Cracóvia e a família real partiu da capital. Sigismundo Augusto partiu para o Grão-Ducado da Lituânia, enquanto Sigismundo I, o Velho, Bona e Isabel percorreram várias cidades da Polônia. Após um ano de separação, o casal se conheceu em Brest. Sigismundo Augusto gostava de viver de forma independente na Lituânia e convenceu seu pai a confiar-lhe a decisão sobre o Grão-Ducado. No outono de 1544, Isabel e Sigismundo Augusto se mudaram para Vilnius. Por alguns meses, Sigismundo Augusto tentou manter as aparências de um casamento bem-sucedido para apaziguar os Habsburgos, mas logo começou a ignorar sua esposa e continuou seu caso com Bárbara Radziwiłł. 
Em abril de 1545, a saúde de Isabel se deteriorou e ela foi atormentada por convulsões cada vez mais frequentes. Em 8 de junho de 1545, Sigismundo Augusto foi a Cracóvia para receber o dote de Isabel, deixando sua esposa sozinha em Vilnius. Em Cracóvia, Sigismundo Augusto perguntou sobre tratamentos e pediu a Fernando I que enviasse seus próprios médicos. Mas já era tarde demais. Em 15 de junho, a jovem rainha morreu exausta por seus muitos ataques epiléticos. Ela foi enterrada em 24 de julho de 1545 (depois que seu marido voltou de Cracóvia) na Catedral de Vilnius, ao lado do tio de seu marido, o rei Alexandre Jagelão. 
Após a morte de Isabel, Sigismundo Augusto casou-se com sua amante Bárbara Radziwiłł e, após sua morte, com a irmã mais nova de Isabel, Catarina da Áustria. Sigismundo não teve filhos de suas três esposas.